# Ligue mondiale de volley-ball 2008
Navigation
Ligue mondiale 2007 Ligue mondiale 2009
La 19e édition de la Ligue mondiale de volley-ball commencera le 13 juin 2008. Dans la phase intercontinentale, qui durera jusqu'au 20 juillet 16 équipes seront réparties en 4 poules. Seront qualifiées pour la phase finale du 23 au 27 juillet à Rio de Janeiro les premières équipes de chaque poule, le pays organisateur, soit le Brésil, et une équipe invitée par la FIVB (wild card).

## Les équipes
| Poule A   | Poule B      | Poule C    | Poule D |
| Brésil    | Russie       | États-Unis | Pologne |
| France    | Cuba         | Bulgarie   | Égypte  |
| Serbie    | Corée du Sud | Finlande   | Japon   |
| Venezuela | Italie       | Espagne    | Chine   |

## Tour intercontinental

### Poule A
| poule A   | Pts | J  | G  | P  | PP   | PC   | Ratio | SP | SC | Ratio |
| --------- | --- | -- | -- | -- | ---- | ---- | ----- | -- | -- | ----- |
| Brésil    | 22  | 12 | 10 | 2  | 1119 | 1003 | 1,116 | 34 | 14 | 2,429 |
| Serbie    | 19  | 12 | 7  | 5  | 1108 | 1078 | 1,028 | 29 | 21 | 1,381 |
| France    | 18  | 12 | 6  | 6  | 1020 | 1041 | 0,980 | 21 | 25 | 0,840 |
| Venezuela | 13  | 12 | 1  | 11 | 937  | 1062 | 0,882 | 10 | 34 | 0,294 |

14 juin 2008
|  | Venezuela | 2-3 | France | 23-25, 25-23, 20-25, 25-23, 11-15 |

|  | Brésil | 3-2 | Serbie | 22-25, 25-23, 25-18, 23-25, 15-11 |

15 juin 2008
|  | Venezuela | 0-3 | France | 22-25, 19-25, 25-27 |

|  | Brésil | 3-2 | Serbie | 23-25, 25-19, 24-26, 25-23, 15-11 |

20 juin 2008
|  | France | 3-2 | Brésil | 25-22, 23-25, 25-22, 22-25, 15-13 |

21 juin 2008
|  | France | 0-3 | Brésil | 29-31, 21-25, 17-25 |

|  | Venezuela | 3-1 | Serbie | 25-20, 19-25, 25-23, 25-22 |

22 juin 2008
|  | Venezuela | 0-3 | Serbie | 21-25, 21-25, 18-25 |

27 juin 2008
|  | France | 3-1 | Serbie | 17-25, 25-20, 25-23, 25-20 |

28 juin 2008
|  | France | 0-3 | Serbie | 20-25, 31-33, 19-25 |

|  | Venezuela | 1-3 | Brésil | 25-16, 22-25, 21-25, 19-25 |

29 juin 2008
|  | Venezuela | 1-3 | Brésil | 25-23, 29-31, 13-25, 20-25 |

4 juillet 2008
|  | Serbie | 2-3 | Brésil | 25-17, 25-21, 21-25, 21-25, 8-15 |

|  | France | 3-1 | Venezuela | 25-23, 25-13, 20-25, 25-18 |

5 juillet 2008
|  | France | 3-1 | Venezuela | 25-20, 20-25, 25-20, 25-22 |

6 juillet 2008
|  | Serbie | 3-2 | Brésil | 20-25, 18-25, 25-23, 25-20, 15-11 |

11 juillet 2008
|  | Serbie | 3-2 | Venezuela | 25-22, 25-23, 25-16 |

12 juillet 2008
|  | Brésil | 3-0 | France | 25-22, 25-17, 27-25 |

13 juillet 2008
|  | Brésil | 3-0 | France | 25-17, 25-21, 25-19 |

|  | Serbie | 3-1 | Venezuela | 18-25, 25-20, 27-25, 25-20 |

18 juillet 2008
|  | Brésil | 3-0 | Venezuela | 25-23, 25-16, 29-27 |

|  | Serbie | 3-2 | France | 23-25, 18-25, 25-21, 25-19, 15-8 |

19 juillet 2008
|  | Brésil | 3-0 | Venezuela | 25-19, 25-20, 25-17 |

|  | Serbie | 3-1 | France | 25-20, 25-22, 12-25, 25-17 |

### Poule B
| Poule B      | Pts | J  | G  | P  | PP   | PC   | Ratio | SP | SC | Ratio |
| ------------ | --- | -- | -- | -- | ---- | ---- | ----- | -- | -- | ----- |
| Russie       | 22  | 12 | 10 | 2  | 1173 | 1110 | 1,057 | 33 | 17 | 1,941 |
| Italie       | 20  | 12 | 8  | 4  | 1220 | 1177 | 1,037 | 30 | 22 | 1,364 |
| Cuba         | 17  | 12 | 5  | 7  | 1093 | 1094 | 0,999 | 21 | 27 | 0,778 |
| Corée du Sud | 13  | 12 | 1  | 11 | 1097 | 1202 | 0,913 | 17 | 35 | 0,486 |

13 juin 2008
|  | Cuba | 3-2 | Italie | 25-22, 31-33, 25-20, 22-25, 17-15 |

|  | Corée du Sud | 2-3 | Russie | 29-31, 25-16, 25-18, 23-25, 14-16 |

14 juin 2008
|  | Cuba | 1-3 | Italie | 24-26, 27-29, 26-24, 20-25 |

|  | Corée du Sud | 1-3 | Russie | 25-22, 19-25, 22-25, 21-25 |

20 juin 2008
|  | Cuba | 1-3 | Russie | 25-21, 21-25, 20-25, 21-25 |

|  | Corée du Sud | 2-3 | Italie | 25-23,21-25, 25-22, 17-25, 11-15 |

21 juin 2008
|  | Cuba | 0-3 | Russie | 17-25, 21-25, 22-25 |

|  | Corée du Sud | 2-3 | Italie | 25-23, 25-22, 15-25, 19-25, 9-15 |

26 juin 2008
|  | Italie | 3-1 | Russie | 27-25, 25-23, 24-26, 25-21 |

27 juin 2008
|  | Cuba | 3-1 | Corée du Sud | 25-13, 23-25, 25-22, 25-15 |

28 juin 2008
|  | Cuba | 3-0 | Corée du Sud | 25-22, 25-23, 25-19 |

|  | Italie | 1-3 | Russie | 24-26, 25-19, 22-25, 20-25 |

4 juillet 2008
|  | Russie | 3-1 | Cuba | 25-21, 25-22, 22-25, 25-22 |

|  | Italie | 3-1 | Corée du Sud | 22-25, 28-26, 25-20, 25-23 |

5 juillet 2008
|  | Russie | 3-1 | Cuba | 25-17, 18-25, 25-20, 25-20 |

|  | Italie | 3-1 | Corée du Sud | 23-25, 25-20, 25-22, 25-22 |

11 juillet 2008
|  | Russie | 3-1 | Italie | 25-27, 25-21, 25-22, 25-20 |

12 juillet 2008
|  | Corée du Sud | 1-3 | Cuba | 25-21, 23-25, 18-25, 19-25 |

|  | Russie | 3-2 | Italie | 25-20, 24-26, 27-29, 25-22, 15-12 |

13 juillet 2008
|  | Corée du Sud | 2-3 | Cuba | 16-25, 25-22, 25-22, 20-25, 12-15 |

18 juillet 2008
|  | Russie | 3-1 | Corée du Sud | 22-25, 25-23, 25-23, 26-24 |

|  | Italie | 3-1 | Cuba | 21-25, 25-23, 25-21, 25-21 |

19 juillet 2008
|  | Russie | 2-3 | Corée du Sud | 25-20, 25-17, 19-25, 23-25, 13-15 |

20 juillet 2008
|  | Italie | 3-1 | Cuba | 25-20, 21-25, 25-21, 25-23 |

### Poule C
| Poule C    | Pts | J  | G | P | PP   | PC   | Ratio | SP | SC | Ratio |
| ---------- | --- | -- | - | - | ---- | ---- | ----- | -- | -- | ----- |
| États-Unis | 21  | 12 | 9 | 3 | 1105 | 982  | 1,125 | 32 | 15 | 2,133 |
| Bulgarie   | 20  | 12 | 8 | 4 | 1122 | 1105 | 1,015 | 29 | 21 | 1,381 |
| Finlande   | 16  | 12 | 4 | 8 | 1057 | 1129 | 0.936 | 19 | 30 | 0.633 |
| Espagne    | 15  | 12 | 3 | 9 | 1030 | 1098 | 0.938 | 17 | 31 | 0.548 |

13 juin 2008
|  | Finlande | 1-3 | États-Unis | 18-25, 19-25, 25-23, 20-25 |

14 juin 2008
|  | Bulgarie | 3-0 | Espagne | 33-31, 25-19, 25-17 |

|  | Finlande | 0-3 | États-Unis | 20-25, 19-25, 16-25 |

15 juin 2008
|  | Bulgarie | 3-1 | Espagne | 19-25, 25-18, 25-22, 25-13 |

20 juin 2008
|  | États-Unis | 3-0 | Bulgarie | 25-23, 25-16, 25-16 |

21 juin 2008
|  | Espagne | 3-2 | Finlande | 21-25, 19-25, 25-19, 25-20, 15-10 |

|  | États-Unis | 2-3 | Bulgarie | 25-12, 16-25, 20-25, 25-12, 13-15 |

22 juin 2008
|  | Espagne | 3-1 | Finlande | 25-18, 26-24, 21-25, 25-22 |

27 juin 2008
|  | Espagne | 3-1 | Bulgarie | 25-16, 18-25, 25-21, 25-16 |

|  | États-Unis | 3-1 | Finlande | 25-20, 21-25, 25-17, 25-20 |

28 juin 2008
|  | États-Unis | 3-1 | Finlande | 25-17, 22-25, 25-18, 25-18 |

29 juin 2008
|  | Espagne | 2-3 | Bulgarie | 25-17, 27-29, 25-15, 23-25, 10-15 |

4 juillet 2008
|  | Finlande | 0-3 | Bulgarie | 26-28, 28-30, 19-25 |

|  | Espagne | 2-3 | États-Unis | 23-25, 22-25, 31-29, 25-20, 16-18 |

5 juillet 2008
|  | Finlande | 3-2 | Bulgarie | 22-25, 17-25, 25-22, 25-21, 17-15 |

6 juillet 2008
|  | Espagne | 0-3 | États-Unis | 19-25, 19-25, 23-25 |

11 juillet 2008
|  | États-Unis | 3-0 | Espagne | 25-19, 25-23, 27-25 |

12 juillet 2008
|  | Bulgarie | 2-3 | Finlande | 28-30, 25-18, 23-2,5 29-27, 15-17 |

|  | États-Unis | 3-1 | Espagne | 24-26, 25-22, 25-13, 25-18 |

13 juillet 2008
|  | Bulgarie | 3-1 | Finlande | 26-24, 25-19, 18-25, 25-22 |

18 juillet 2008
|  | Finlande | 3-2 | Espagne | 25-21, 23-25, 23-25, 25-23, 15-11 |

|  | Bulgarie | 3-2 | États-Unis | 25-22, 24-26, 25-16, 23-25, 15-10 |

19 juillet 2008
|  | Finlande | 3-0 | Espagne | 25-17, 25-15, 25-19 |

|  | Bulgarie | 3-1 | États-Unis | 25-20, 20-25, 25-20, 35-33 |

### Poule D
| Poule D | Pts | J  | G | P | PP   | PC   | Ratio | SP | SC | Ratio |
| ------- | --- | -- | - | - | ---- | ---- | ----- | -- | -- | ----- |
| Pologne | 21  | 12 | 9 | 3 | 1124 | 1033 | 1,088 | 32 | 17 | 1,882 |
| Chine   | 18  | 12 | 6 | 6 | 1058 | 1067 | 0,992 | 24 | 23 | 1,043 |
| Japon   | 17  | 12 | 5 | 7 | 1108 | 1150 | 0,963 | 22 | 28 | 0,786 |
| Égypte  | 16  | 12 | 4 | 8 | 1020 | 1060 | 0,962 | 18 | 28 | 0,643 |

13 juin 2008
|  | Égypte | 3-2 | Pologne | 25-19, 14-25, 22-25, 25-22, 15-12 |

14 juin 2008
|  | Chine | 2-3 | Japon | 31-29, 22-25, 20-25, 31-29, 9-15 |

|  | Égypte | 1-3 | Pologne | 20-25, 25-13, 17-25, 21-25 |

15 juin 2008
|  | Chine | 3-2 | Japon | 22-25, 25-16, 25-19, 22-25, 15-12 |

20 juin 2008
|  | Égypte | 3-1 | Japon | 30-32, 25-21, 25-22, 25-21 |

21 juin 2008
|  | Chine | 3-1 | Pologne | 26-24, 25-21, 22-25, 25-18 |

|  | Égypte | 3-1 | Japon | 21-25, 26-24, 25-18, 25-21 |

22 juin 2008
|  | Chine | 2-3 | Pologne | 26-24, 15-25, 25-22, 19-25, 12-15 |

28 juin 2008
|  | Japon | 0-3 | Pologne | 14-25, 12-25, 22-25 |

|  | Chine | 3-1 | Égypte | 25-22, 25-19, 20-25, 25-23 |

29 juin 2008
|  | Japon | 3-2 | Pologne | 29-31, 18-25, 25-19, 25-21, 15-11 |

|  | Chine | 3-0 | Égypte | 25-21, 26-24, 25-19 |

4 juillet 2008
|  | Pologne | 3-1 | Chine | 25-20, 20-25, 25-23, 25-23 |

5 juillet 2008
|  | Japon | 3-2 | Égypte | 25-19, 25-22, 27-29, 24-26,15-10 |

|  | Pologne | 3-1 | Chine | 25-22, 19-25, 25-21, 25-23 |

6 juillet 2008
|  | Japon | 3-1 | Égypte | 26-24, 20-25, 25-20, 25-20 |

11 juillet 2008
|  | Égypte | 0-3 | Chine | 18-25, 21-25, 23-25 |

|  | Pologne | 3-1 | Japon | 21-25, 25-23, 25-18, 25-18 |

12 juillet 2008
|  | Égypte | 3-0 | Chine | 25-15, 25-22, 25-17 |

|  | Pologne | 3-1 | Japon | 25-14, 25-23, 19-25, 25-17 |

18 juillet 2008
|  | Pologne | 3-0 | Égypte | 25-21, 25-21, 25-16 |

19 juillet 2008
|  | Japon | 3-0 | Chine | 26-24, 25-20, 25-13 |

|  | Pologne | 3-1 | Égypte | 25-20, 25-23, 23-25, 25-23 |

20 juillet 2008
|  | Japon | 1-3 | Chine | 20-25, 21-25, 29-27, 23-25 |

## Phase finale
La phase finale se déroule à Rio de Janeiro au Brésil du 11 au 27 juillet. Le Brésil est qualifiée d'office en tant qu'organisateur.

La Russie, les États-Unis, la Pologne premier de leur groupe ainsi que la Serbie deuxième du groupe A sont également qualifiés.

La FIVB a attribué une invitation spéciale, la Wild Card, au Japon.

### Composition des groupes
| Poule E | Poule F    |
| Brésil  | Pologne    |
| Japon   | Serbie     |
| Russie  | États-Unis |

### Poule E
| poule E | Pts | J | G | P | PP  | PC  | Ratio | SP | SC | Ratio |
| ------- | --- | - | - | - | --- | --- | ----- | -- | -- | ----- |
| Brésil  | 4   | 2 | 2 | 0 | 150 | 110 | 1,364 | 6  | 0  | MAX   |
| Russie  | 3   | 2 | 1 | 1 | 132 | 131 | 1,008 | 3  | 3  | 1,000 |
| Japon   | 2   | 2 | 0 | 2 | 110 | 151 | 0,728 |    | 6  | 0,000 |

23 juillet 2008
|  | Russie | 0-3 | Brésil | 23-25, 18-25, 15-25 |

24 juillet 2008
|  | Japon | 0-3 | Russie | 14-25, 24-26, 18-25 |

25 juillet 2008
|  | Brésil | 3-0 | Japon | 25-16, 25-23, 25-15 |

### Poule F
| poule F    | Pts | J | G | P | PP  | PC  | Ratio | SP | SC | Ratio |
| ---------- | --- | - | - | - | --- | --- | ----- | -- | -- | ----- |
| Serbie     | 4   | 2 | 2 | 0 | 150 | 114 | 1,316 | 6  | 0  | MAX   |
| États-Unis | 3   | 2 | 1 | 1 | 168 | 182 | 0,923 | 3  | 5  | 0,600 |
| Pologne    | 2   | 2 | 0 | 2 | 162 | 184 | 0,880 | 2  | 6  | 0,333 |

23 juillet 2008
|  | Serbie | 3-0 | États-Unis | 25-23, 25-19, 25-17 |

24 juillet 2008
|  | États-Unis | 3-2 | Pologne | 25-18, 23-25, 27-25, 18-25, 16-14 |

25 juillet 2008
|  | Pologne | 0-3 | Serbie | 16-25, 18-25, 21-25 |

### Demi-finales
25 juillet 2008
|  | Brésil | 0-3 | États-Unis | 23-25, 22-25, 25-27 |

|  | Serbie | 3-0 | Russie | 25-19, 25-19, 25-23 |

### Match pour la3eplace
26 juillet 2008
|  | Russie | 3-1 | Brésil | 25-23, 25-19, 23-25, 25-19 |

### Finale
26 juillet 2008
|  | Serbie | 1-3 | États-Unis | 24-26, 25-23, 23-25, 22-25 |

## Classement final
| Place              | Équipe       |
| ------------------ | ------------ |
| Médaille d'or      | États-Unis   |
| Médaille d'argent  | Serbie       |
| Médaille de bronze | Russie       |
| 4                  | Brésil       |
| 5                  | Pologne      |
| 6                  | Japon        |
| 7                  | Bulgarie     |
| 7                  | Chine        |
| 7                  | Italie       |
| 10                 | Cuba         |
| 10                 | Finlande     |
| 10                 | France       |
| 13                 | Égypte       |
| 13                 | Corée du Sud |
| 13                 | Espagne      |
| 13                 | Venezuela    |

### Distinctions individuelles

#### Meilleures statistiques lors du tour préliminaire
- Meilleur marqueur : Sung-Min Moon  Corée du Sud
- Meilleur attaquant : Kunihiro Shimizu  Japon
- Meilleur contreur : Robertlandy Simón Aties  Cuba
- Meilleur serveur : Sung-Min Moon  Corée du Sud
- Meilleur défenseur : Édouard Rowlandson  France
- Meilleur passeur : Shuai Jiao  Chine
- Meilleur réceptionneur : Qi Ren  Chine

#### Meilleures statistiques lors du tour final
- MVP : Lloy Ball  États-Unis
- Meilleur marqueur : Ivan Miljkovic  Serbie
- Meilleur attaquant : Dante  Brésil
- Meilleur contreur : Marko Podraščanin  Serbie
- Meilleur serveur : Giba  Brésil
- Meilleur défenseur : Daisuke Sakai  Japon
- Meilleur passeur : Lloy Ball  États-Unis
- Meilleur réceptionneur : Sérgio Dutra Santos  Brésil
- Meilleur libéro : Richard Lambourne  États-Unis